# Judy Geller

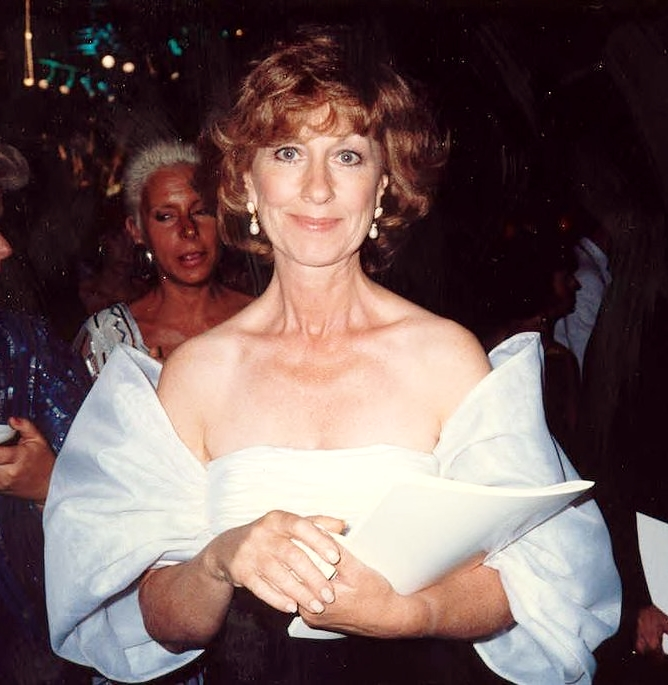
Judy Gellar

Judy Geller este un personaj fictiv din serialul Friends, creat de David Crane și Marta Kauffman. Este interpretat de Christina Pickles. 
Judy Geller este mama Monicăi și al lui Ross și soția lui Jack Geller. Îl privilegiază vizibil pe Ross în detrimentul Monicăi, pe care o critică cu orice ocazie. Critica venită continuu din partea mamei sale este cauza obsesiei Monicăi pentru curățenie și ordine. Cu toate că au o relație nu tocmai exemplară, Judy și Monica sunt foarte similare.